# Port lotniczy Burdż al-Arab
Port lotniczy Burdż al-Arab, Borg El Arab (arab. مطار برج العرب الدولي) – egipski port lotniczy znajdujący się 40 km na południowy zachód od miasta Aleksandria. Port lotniczy zastąpił port lotniczy Aleksandria

## Kierunki lotów
| Linia Lotnicza         | Kierunek                                                                                                  |
| ---------------------- | --- |
| Aegean Airlines        | Sezonowo: 1. Ateny                                                                                        |
| Afriqiyah Airways      | 1. Bengazi 2. Misrata 3. Trypolis                                                                         |
| Air Arabia             | 1. Abu Zabi 2. Amman 3. Mediolan-Bergamo 4. Dammam 5. Dżudda 6. Medyna 7. Rijad 8. Szardża                |
| Air Cairo              | 1. Amman 2. Doha 3. Dżudda 4. Kuwejt Sezonowo: 1. Casablanca 2. Szarm el-Szejk                            |
| Alexandria Airlines    | 1. Amman 2. Kuwejt                                                                                        |
| EgyptAir               | 1. Kair 2. Dammam 3. Dubaj 4. Dżudda 5. Kuwejt 6. Medyna 7. Rijad Sezonowo: 1. Hurghada 2. Szarm el-Szejk |
| Flydubai               | 1. Dubaj                                                                                                  |
| FlyEgypt               | 1. Amman 2. Dżudda 3. Kuwejt                                                                              |
| Gulf Air               | Sezonowo: 1. Bahrajn                                                                                      |
| Jazeera Airways        | 1. Kuwejt                                                                                                 |
| Libyan Airlines        | 1. Bengazi 2. Trypolis                                                                                    |
| Petroleum Air Services | Czartery: 1. Kair                                                                                         |
| Pegasus Airlines       | 1. Stambuł-Sabiha Gökçen                                                                                  |
| Royal Jordanian        | 1. Amman (powrót od 4 czerwca 2024)                                                                       |
| Qatar Airways          | 1. Doha                                                                                                   |
| SalamAir               | 1. Maskat                                                                                                 |
| Saudia                 | 1. Dżudda 2. Medyna 3. Rijad                                                                              |
| Turkish Airlines       | 1. Stambuł                                                                                                |
| Wizz Air               | 1. Abu Zabi                                                                                               |